# Chaetodon melapterus
Chaetodon melapterus – gatunek ryby morskiej z rodziny chetonikowatych.

## Występowanie
Gatunek ten występuje na głębokości od 2 do 6 m w Zatoce Arabskiej, na południe od Półwyspu Arabskiego (od Zatoki Omańskiej do Zatoki Adeńskiej) i w południowej części Morza Czerwonego. Występuje w bogatych w koralowce płytkich wodach przybrzeżnych, przy rafach. Czasami spotykany w grupach. Żywi się wyłącznie polipami koralowców.

## Filatelistyka
Poczta Polska wyemitowała 1 kwietnia 1967 r. znaczek pocztowy przedstawiający Chaetodon melapterus o nominale 4,50 zł, w serii Ryby egzotyczne. Autorem projektu znaczka był Jerzy Desselberger. Znaczek pozostawał w obiegu do 31 grudnia 1994 r..

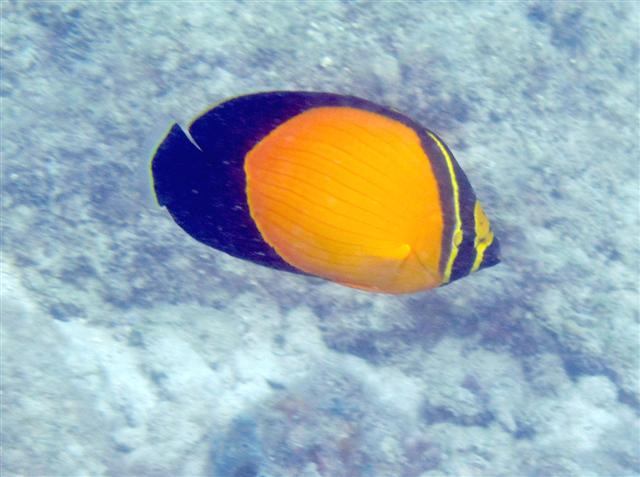
Wyspa Kish, Iran, Zatoka Perska